# Onesia auriventris
Onesia auriventris är en tvåvingeart som först beskrevs av Malloch 1927.  Onesia auriventris ingår i släktet Onesia och familjen spyflugor. Inga underarter finns listade i Catalogue of Life.